# Galaroza
Galaroza is een gemeente in de Spaanse provincie Huelva in de regio Andalusië met een oppervlakte van 22 km². In 2007 telde Galaroza 1615 inwoners.